# Veyle
Die Veyle ist ein Fluss in Frankreich, der im Département Ain in der Region Auvergne-Rhône-Alpes verläuft. Sie hat ihren Ursprung im See Étang Magnenet, östlich der Stadt Chalamont, entwässert generell Richtung Nordwest, fließt knapp westlich an der Stadt Bourg-en-Bresse vorbei und mündet nach rund 67 Kilometern, gegenüber von Mâcon, als linker Nebenfluss in die Saône.
Im Unterlauf teilt sich der Fluss in einen weiter südlich verlaufenden Arm, der als Petite Veyle bezeichnet wird. Nach etwa 4 Kilometer vereinigt er sich bei Saint-Jean-sur-Veyle wieder mit dem Hauptfluss, um sich nach wenigen hundert Metern neuerlich zu trennen. Der nunmehrige Flussarm heißt ebenfalls Petite Veyle und mündet nach etwa 8 Kilometern selbständig in die Saône. Die Mündung liegt etwa 1,5 Kilometer südlich der Mündung des Hauptflusses Veyle.

## Orte am Fluss
- Châtenay
- Dompierre-sur-Veyle
- Lent
- Saint-Denis-lès-Bourg
- Mézériat
- Vonnas
- Saint-Jean-sur-Veyle
- Pont-de-Veyle